# Chanel Terrero
Chanel Terrero Martínez (Havana, 28 juli 1991) is een Cubaans-Spaanse zangeres, danseres en actrice. Ze deed mee aan het Eurovisiesongfestival 2022 waar ze Spanje vertegenwoordigde met haar nummer SloMo.

## Afkomst
Chanel is geboren in Havana. Ze verhuisde op 3-jarige leeftijd naar Barcelona en ging in de buurt Olesa de Montserrat wonen. Een deel van haar familie is van Spaanse afkomst. Al op een vroegere leeftijd neemt ze zang, acteer en ballet lessen. Ze leerde van choreografen zoals Victor Ullate, Coco Comin en Glòria Gella. Op 16-jarige begon ze met het spelen in musicals.

## Eurovisiesongfestival
Chanel nam deel aan het Benidorm Fest in 2022. Ze won de finale met 96 punten en mag Spanje vertegenwoordigen op het Eurovisiesongfestival 2022, dat gehouden zal worden in de Italiaanse stad Turijn. Ze eindigde op de derde plaats met 459 punten.

## Acteerwerk

### Musicals
- Nine
- Mamma Mia!
- Flashdance
- El guardaespaldas
- El rey león

### Films
| Jaar | Titel               | Personage      | Directie                     |
| ---- | ------------------- | -------------- | ---------------------------- |
| 2011 | Fuga de cerebros 2  | Bruidsmeisje 2 | Carlos Therón                |
| 2015 | El rey de La Habana | Yamilé         | Agustí Villaronga            |
| 2018 | El último invierno  | Profesora      | Julio de la Fuente Chicoséin |
| 2019 | La llorona          |                |                              |

#### Series
- Águila Roja (2011)
- B&b, de boca en boca (2014)
- Los nuestros (2015)
- Gym Tony (2015-2016)
- Centro médico (2017)
- iFamily (2017)
- El secreto de Puente Viejo (2017)
- Perdóname, Señor (2017)
- La peluquería (2017)
- Cupido (2018)
- El Continental (2018)
- Wake Up (2018)
- Paratiisi (2020)
- Convecinos (2021)
- El inmortal (2022